# عبد الرحمن بن عقبة
عبد الرحمن بن عقبة كان والي أو حاكم سبتمانيا، وهي منطقة في الثغر الأعلى (تقسيم إداري لإمارة قرطبة؛ تقع اليوم في فرنسا) كان خلفًا في الحكم إلى عمر بن عمر في عام 755. خلال فترة حكمه، فقدَ أربونة أمام غزو الفرنجة.